# Чапский, Ежи Эмерыкович
Ежи Эмерыкович Чапский или Юрий Эмерыкович Чапский (14 ноября 1861 — 25 июля 1930) — общественный деятель Российской империи, Беларуси и Польши, крупный землевладелец и организатор сельскохозяйственной деятельности в Беларуси, с перерывом минский губернский спикер (1918—1920), предприниматель.
Один из лидеров Минского общества сельского хозяйства. Входил в политическую группировку «Краёвцы», а позже «виленских консерваторов».
Был ярым сторонником создания Королевства Литовско-белорусского.
Принадлежал к католическому графскому роду Чапских (либо полностью — Гуттен-Чапских) и дворянскому гербу «Лелива» (герб «Гуттен-Чапских»).

## Происхождение и семья
Ежи Чапский родился 14 ноября 1861 года в родовом имении Станьково Минского уезда Минской губернии в католической дворянской семье графа Эмерика Гуттен-Чапского (1828—1896), новгородского вице-губернатора (1862—1865), санкт-петербургского вице-губернатора (1865—1867), и его жены Элизабет-Каролины фон Меендорф (1833—1916); а 24 января 1862 года был крещен в католичество.
Женился 7 августа 1886 года на немецкой аристократке Юзефе (Юзефа-Мария-Каролина-Сидония) фон Тун-Гогенштэйн (1867—1903) из Чехии (Австро-Венгрия); это по роднило Чапских с самыми аристократическими семьями Австро-Венгрии и Европы. Родителями жены были граф Фридрих фон Тун-Гогенштэйн (1810—1881), который был камергером императора Австро-Венгрии, действительным тайным советником и послом (1859—1863) Австрийской империи в Российской империи. Его женой была графиня Леопольдина Ламберг, дочь графа Эдварда Ламберга и его жены Каролины Штернберг, — фрейлины австрийской императрицы, кавалер ордена Созвездия Креста. Братьями жены Ежи Чапского были историк и гинеколог Ярослав фон Тун-Гогенштэйн (1864—1929) и Франц фон Тун-Гогенштэйн (1847—1916), который занимал высокие должности, например, министра-президента Цислейтания (1898—1899) и заместителя австрийского императора в Чехии — штатгальтера Богемии (1889—1896, 1911—1915).
Род Тун-Гогенштэйн имел значительные земельные владения и дворцы в Чехии — в Праге рядом с Градчанами имеется дворец Тунай, где сейчас располагается посольство Италии в Чехии. В этом дворце родились трое из семи детей Ежи Чапского от графини Юзефы фон Тун-Гогенштэйн — Мария, Иосиф и Станислав. Первая жена умерла относительно рано в 1903 году при рождении своего восьмого ребёнка. В 1925 году граф Ежи Чапский женился на Полине (урождённой Аненкавай, из русского дворянского рода), которая до женитьбы носила фамилию Ахматова, так как её первым мужем был Ахматов.
От своей первой жены Юзефы граф Ежи Чапский получил семь детей:
1) Леопольдина (1887—1969) — вышла замуж в 1905 году за Льва Лубенского (1861—1944), в 1945 г. за Александра Гофмана (1890—1964); 2) Эльжбета (1888—1972); 3) Каролина (1891—1967) — вышла замуж в 1919 г. за Генрика Пшавлоцкого (1884—1981); 4) Мария (1894—1981); 5) Иосиф (Иосиф-Эмерик-Игнат-Антон-Франц-де Павла-Мария) (1896—1993); 6) Станислав (Станислав-Франц-де Павла-Мария-Герсан) (1898—1959) — женился в 1929 г. на Верэн Наркевич-Ёдкай (1909—1992); 7) Роза (1901—1986) — вышла замуж в 1920 г. за графа Игнатия Зиберг-Плятер (1893—1973).

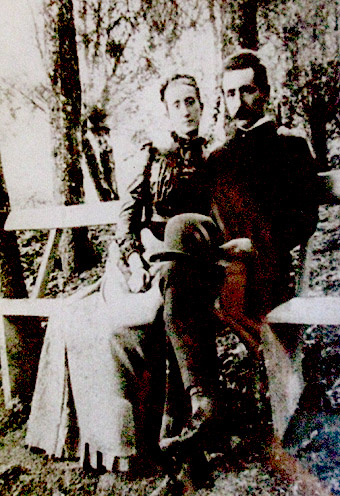
Ежи Чапский с женой Юзефой сразу после свадьбы в 1886 г.
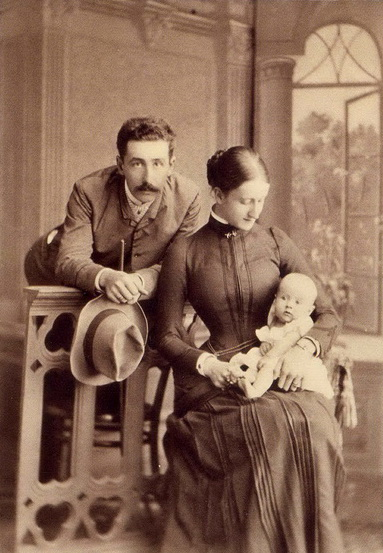
Ежи Чапский с женой Юзефой и дочерью Леопольдиной в 1887 г.
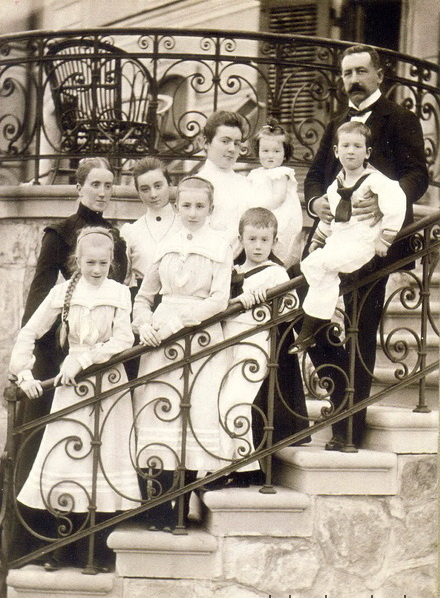
Ежи Чапский с женой Юзефой и детьми в Прилуках, 1902 г.

## Образование и воспитание
Окончил немецкую гимназию имени Святой Анны в Санкт-Петербурге, а после поступил в Императорский Тартуский университет (Лифляндская губерния) на юридический факультет. Получил ученую степень доктора права.

## Общественная деятельность

### Аристократический статус
В 1888 году, как лицо аристократического происхождения и крупный землевладелец, граф Ежи Чапский вместе с отцом Эмерыком и братом Каролем участвовал в официальных мероприятиях, которые проводились руководством Минской губернии и местным зажиточным дворянством для приёма великого князя Владимира Александровича, который заезжал с визитом в Минск. После предложений минского губернатора (по инициативе императорского двора) для состоятельных и родовитых дворян Минской губернии побывать за собственные средства на коронации нового императора Николая II в 1894 г. в Москве, Ежи Чапский не захотел ехать из-за болезни жены и отказался от этого в своей записке губернскому руководству.

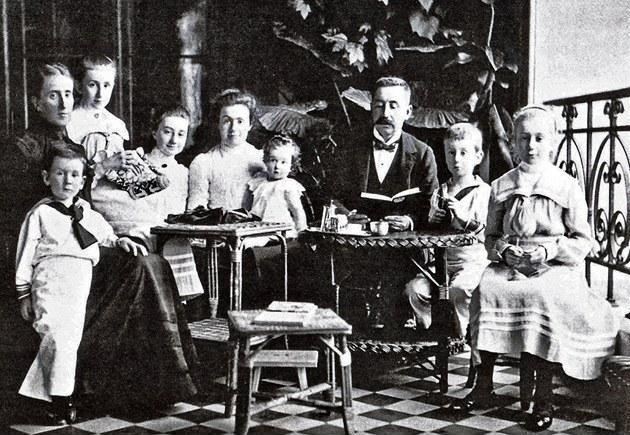
Ежи Чапский с семьей в Прилуках, 1902 г.
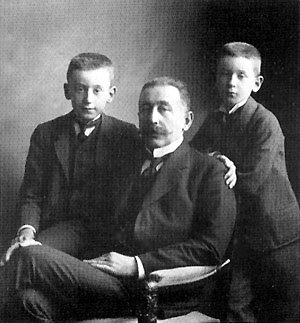
Ежи Чапский с сыновьями
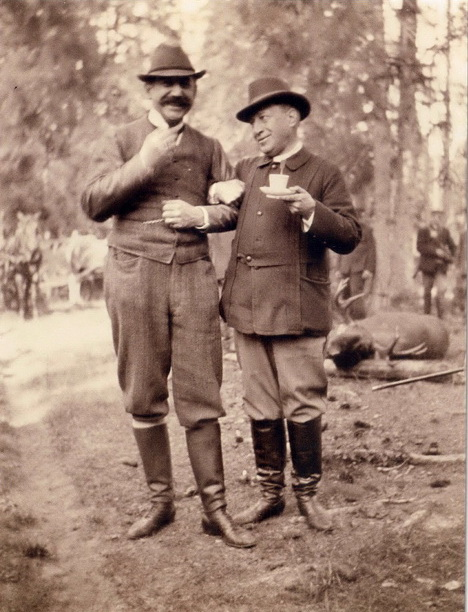
Ежи Чапский с прелатом Зыгмунтам Хелмицким (1851—1922) в Прилуках, 1903 г.
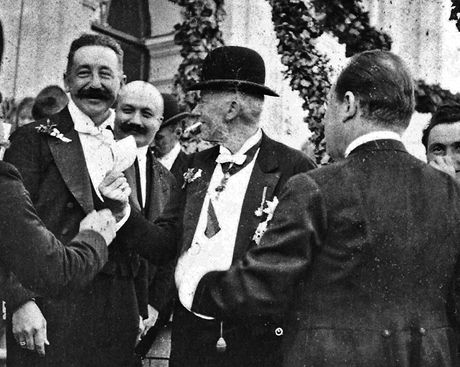
Ежи Чапский с братом своей жены — Францем фон Тун-Гогенштэйнам (1847—1916), штатгальтером Богемии

### Благотворительная, любительская и служебная судебная деятельность
Он был многолетним членом и председателем с конца XIX века 1-го Минского общества благотворительности, которое в те времена насчитывало 170 действительных членов и находилась в собственном доме Ежи Чапского на улице Богадельной. Общество содержало за свой счёт приют для старых людей, больницу на 245 коек и ежегодно раздавала бедным больше 30 тысяч обедов. Был заместителем председателя минского Общества правильной охоты, которое находилось на Юрьевской улице в доме Здяховского (дом № 24).
Российской властью был назначен на должность почётного мирового судьи (1899—1902) Минского округа (в рамках Минского уезда) на трёхлетие.

### Коллекционирование
Известным коллекционером был граф Эмерик Чапский, однако его сын Ежи Чапский также был знаменитым коллекционером. Графу Ежи Чапскому Генрих Татур предлагал некоторые книжные раритеты. О том, как происходили переговоры по покупке книг, свидетельствует их переписка. В 1895 году, пока Чапский и Татур торговались из-за нескольких изданий XVII века, Ежи Чапский написал Татуру: «Дорогой Сударь! Есть ты упрямый и твердый как скала». В конце концов Чапский принял предложенные Генрихом Татуром финансовые условия покупки книг.

### Работа в Минском обществе сельского хозяйства
Кароль и Ежи Чапские в конце 1890-х годов вступили в ряды Минского общества сельского хозяйства (МТСГ) в качестве членов и быстро заняли в обществе одно из ведущих мест — по причине своей компетентности, хозяйственного таланта, личных качеств. В те времена неофициальным руководителем МТСГ был вице-председатель Эдвард Адамович Войнилович, с которым Чапские быстро нашли общий язык и взаимопонимание. На каждом заседании МТСГ Кароль Чапский проявлял заметную активность и был избран членом Совета МТСГ. После смерти своего брата Кароля Ежи Чапский был избран в Совет общества и, не жалея сил, начал работать для благополучия имений землевладельцев Минской губернии, а в итоге — для благосостояния всей страны.

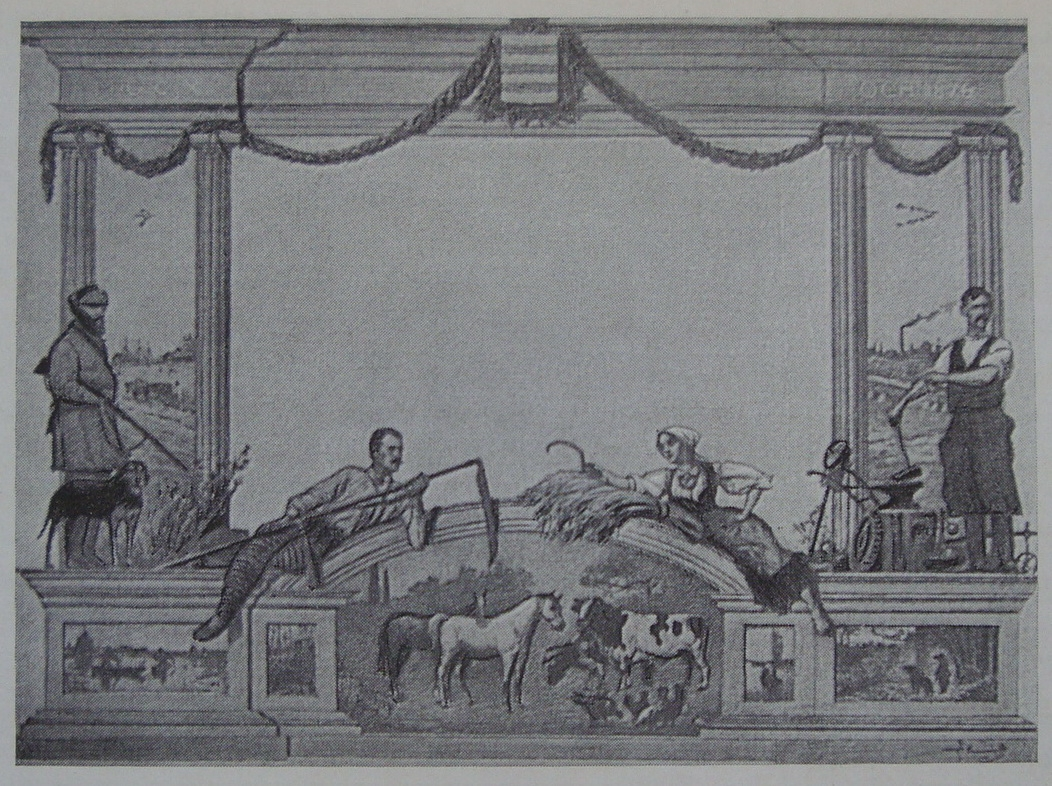
Эмблема сельскохозяйственной выставки МТСГ в Минске — эскиз диплома призёров выставки, 1901 г. Автор Генрик Вейсенгоф

Братья Чапские (Кароль в Станьково, а Ежи — в Прилуках) наладили эффективное хозяйство. Особую славу в стране получили правильно организованная лесная часть имений братьев Белорусов и искусственное лесоразведение. После того как Ежи Чапский вырубил в своих владениях старый лес, что вывозился на продажу в Великобританию, Францию и Америку, он пригласил из Польши высококвалифицированных лесничих, которые в 1910 году высадили здесь европейскую лиственницу. Лесное хозяйство в Прилуках было выдвинуто МТСГ на получение золотой медали. В лесах Ежи Чапского проходили практические занятия объездчиков частновладельческих лесов. Сегодняшний Прилукский лесной заказник Республики Беларусь является памятником природы и своим существованием обязан именно Ежи Чапскому, который в 1910-м году высадил в своих владениях этот лес.
В МТСГ была выдвинута идея организации экспериментального поля в Карчёво, которую собственно поддержал и финансово обеспечил Ежи Чапский, ведь в его Прилуках проводились опыты с различными культурами. На своих полях в Прилуках он ввёл восьмипольный севооборот, а в соседних своих земельных владениях Сеница и Самохваловичи открыл специальные школы, где преподавались земледелие и садоводство.

В 1901 г. принял самое деятельное участие в подготовке проведения в Юбилейной сельскохозяйственной выставки (1901) в Минске, которая проходила с 26 августа по 4 сентября 1901 г. и была приурочена к 25-летнему юбилею существования Минского общества сельского хозяйства. Именно Ежи Чапский по поручению Эдварда Войниловича был главным организатором выставки. Самым важным экспонентом был брат Ежи Чапского — граф Кароль Эмерыкович Чапский, который ещё недавно был минским городским головой (1890—1901). Изначально организаторы предполагали, что выставка не принесёт никаких доходов, но все равно хотели провести её, чтобы продемонстрировать достижения хозяйств губернии и отпраздновать годовщину. Однако, благодаря таланту Ежи Чапского, который был одним из главных организаторов мероприятия, выставка принесла 3300 рублей прибыли.

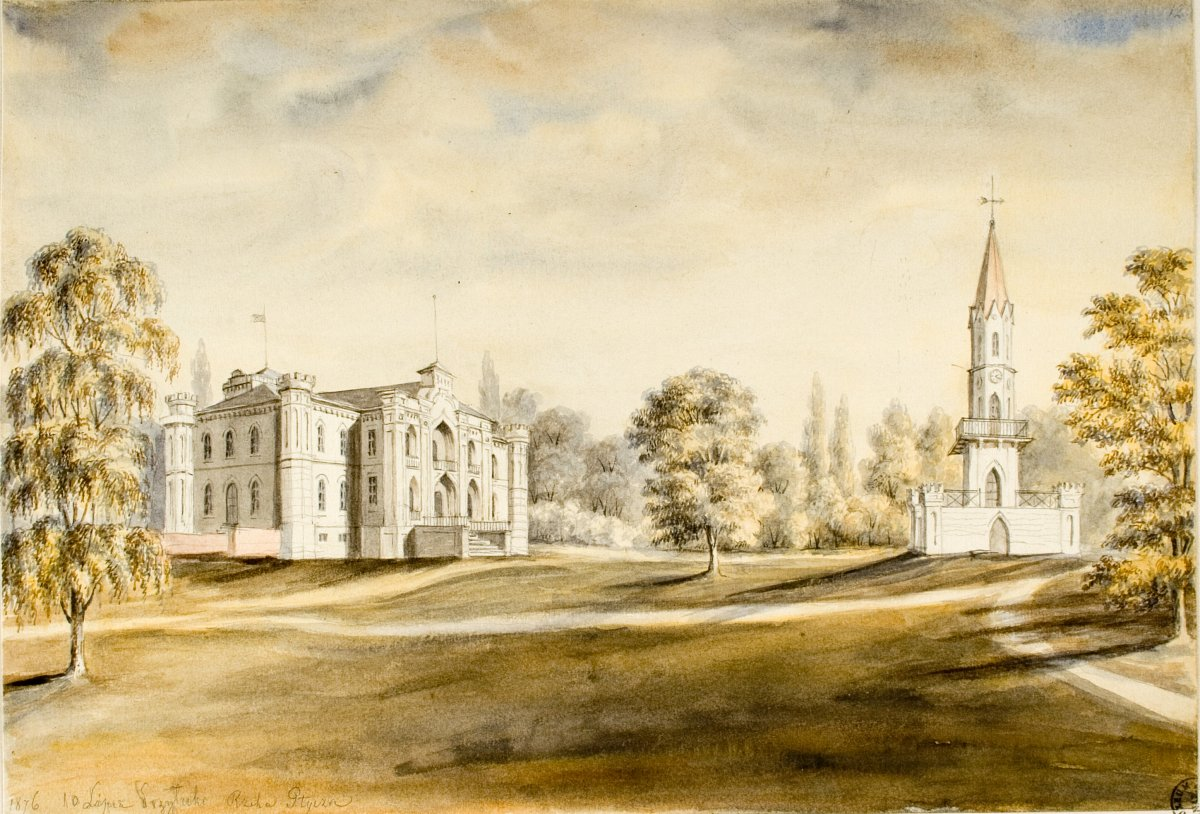
Дворец в псевдоготическом стиле в имении Прилуки. Рисунок Наполеона Орды, 10 июля 1876
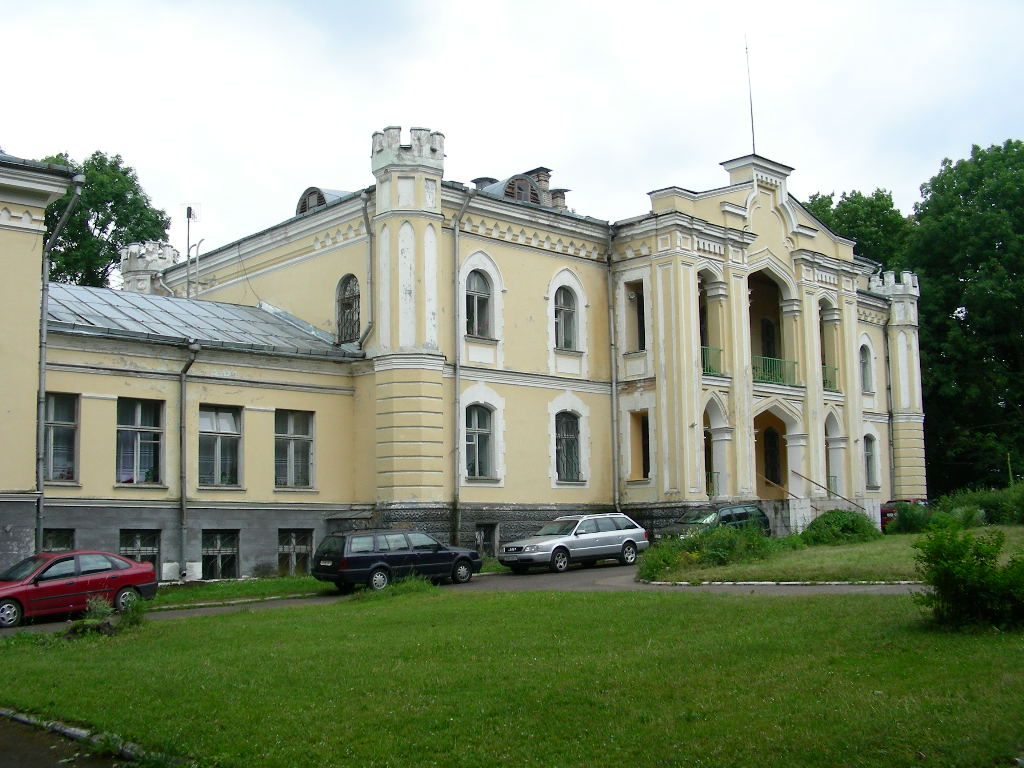
Дворец в Прилуках, фото 2007 г.
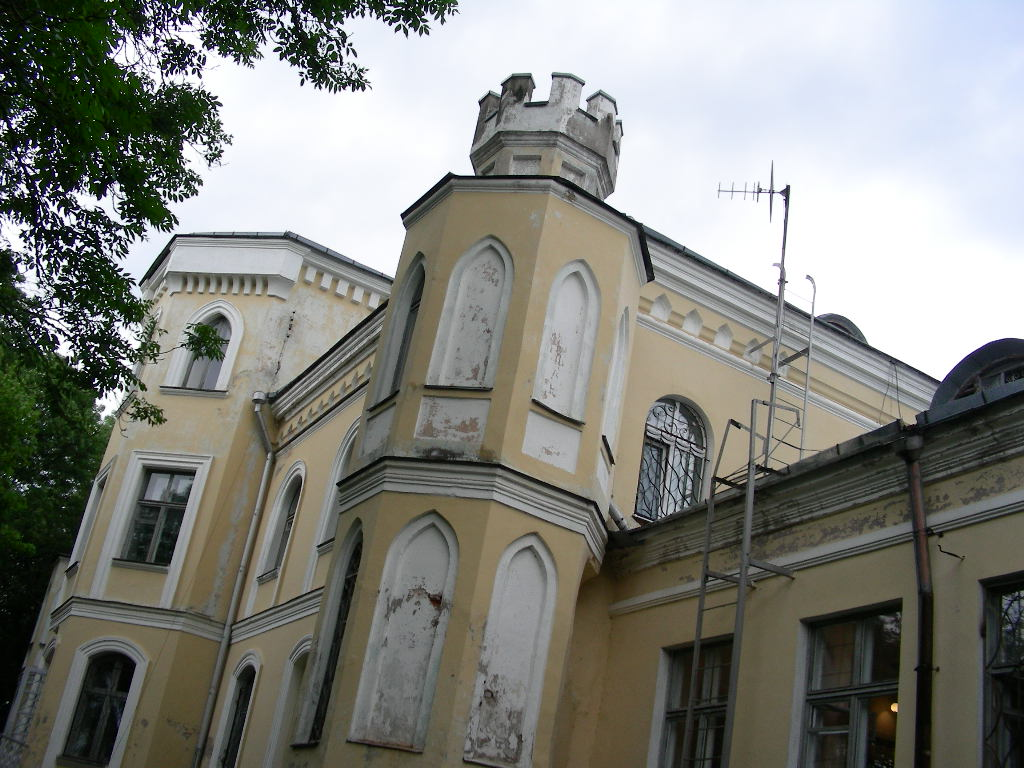
Парковый фасад дворца в Прилуках, фото 2007 г.
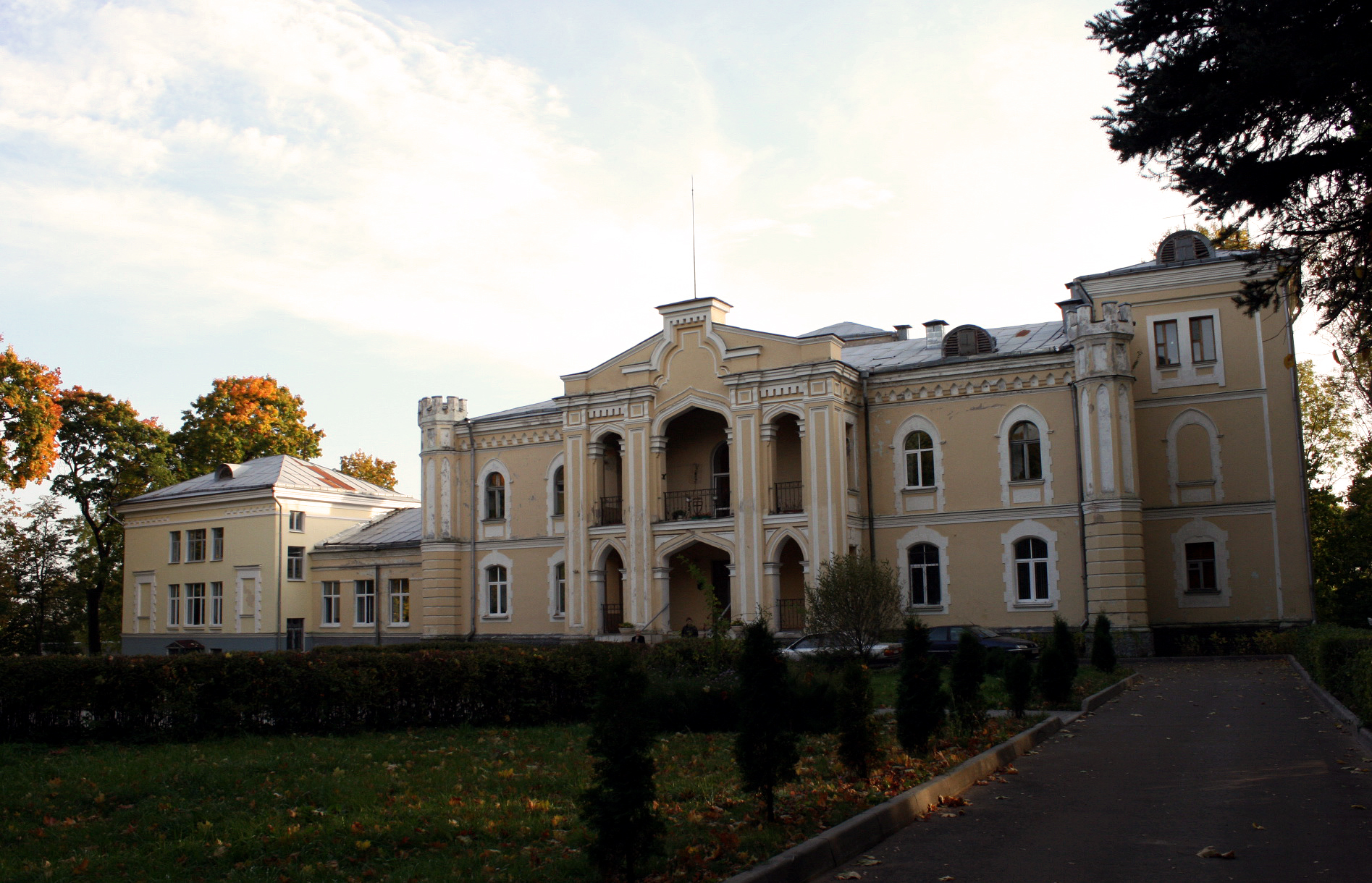
Дворец в Прилуках, фото, 2012.

В 1905 г., в ходе революции в Российской империи, МТСГ создала комиссию по аграрным вопросам для разработки программы, которая предусматривала изменения в состоянии крестьянского хозяйства, устранения безземелья и малоземелья крестьян без нарушения принципа частной собственности, организацию широкого народного кредита, ликвидацию безграмотности крестьян и тому подобное. Эту комиссию возглавил именно граф Ежи Чапский.
Когда в 1912 г. Центральное общество сельского хозяйства в польских губерниях Российской империи обратилось в МТСГ с просьбой предоставить сведения о имениях, хозяйство которых ведётся на основе самых новых научных достижений и практических успехов, то было названо 11 имений и первым в списке значился поместье Прилуки графа Ежи Чапского.

### Строительство Красного костела в Минске
Ежи Чапский вошёл в состав созданного 19 марта 1905 года в Минске общественного комитета по строительству костела Святого Симеона и Святой Елены, на постройку которого решил потратить деньги его друг Эдвард Адамович Войнилович.

### Участие в выборах депутата Государственного Совета Российской империи от Минской губернии
12 апреля 1906 года граф Ежи Чапский баллотировался на пост депутата от Минской губернии в Государственный Совет Российской империи, но тогда с большим перевесом голосов (196 голосов) был избран Эдвард Войнилович (1847—1928), вице-председатель Минского общества сельского хозяйства.
10 сентября 1909 г. состоялись очередные выборы на пост депутата от Минской губернии в Государственный Совет Российской империи и граф Ежи Чапский снова был кандидатом на эту должность, но был выбран князь Иероним Эдвинович Друцкий-Любецкий (1861—1919), бывший депутат I Государственной думы.
На очередных выборах 2 октября 1910 года граф Ежи Чапский не баллотировался на пост депутата от Минской губернии в Государственный совет Российской империи, хотя голосовал. Избран был Роман Александрович Скирмунт (1847—1928), тогдашний вице-председатель Минского общества сельского хозяйства.

## Во времена Первой мировой войны (1914—1918)

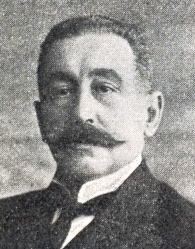
Ежи Чапский

В 1915 г., в ходе наступления немецких войск к Минской губернии и ухудшения коммуникаций, как авторитетная в местном обществе личность, которая проживала тогда в губернском центре (Минске), Ежи Чапский был выбран на должность председателя Комиссии по разработке вопросов компенсации сельским хозяйствам Минской губернии, что пострадали в ходе боевых действий. В августе 1915 года он также возглавил Минский губернский комитет опеки над эвакуированным населением (беженцами). Основу составили члены комитета Минского отдела Общества помощи жертвам войны. Чапскому было поручено ознакомить минского губернатора с запиской, составленной в обществе, в которой предлагались меры по наведению порядка и налаживания экономической жизни в условиях военного времени. Самой насущной проблемой в октябре 1915 года было суммирование потерь: в обществе люди отдавали для компенсации пострадавшим хозяйствам губернии по 22 рубля с каждой десятины своих земель.
Ещё одна развернутая записка с подписью Ежи Чапского была направлена к министру внутренних дел и министру финансов Российской империи. Записка давала самое точное и чёткое описание состояния сельского хозяйства Минской губернии в 1915—1916 гг., показав, что самая болезненная проблема — задолженность имений Виленскому земельному банку (около 40 млн рублей). Записка утверждала, что собственники, не имея возможности в военное время регулярно погашать срочные платежи банку, просят у министров помощи в отсрочке недоимок до окончания войны и не доводить до продажи с торгов те 220 имений, которые банк поставил на 9 декабря 1915 г. на аукцион.
В октябре 1915 г. граф Ежи Чапский возглавил группу из трёх человек, которая была направлена в Петроград по поручению МТСГ для встречи с самыми высокими чиновниками империи, в том числе с сенатором Зубчаниновым, для обсуждения финансовой поддержки пострадавшим от войны. Сенатор обещал помочь. И 20 октября минский губернатор получил телеграмму от Зубчанинова: «Граф Чапский просит ускорения выдачи компенсации. Надеюсь, что сто тысяч уже получены. <…> Желательно начать выдачу».
Комиссия по разработке вопросов компенсации, которую с 1915 г. возглавлял граф Ежи Чапский, благодаря организаторским талантам председателя даже сумела в военное время заработать за три месяца 4,5 тыс. рублей. Одновременно в поместье Прилуки российской властью был реквизирован весь лес (около 1200 десятин) для российских военных нужд, а графу не оставили ни одной десятины для хозяйственных интересов. При штабах российских армий для обсуждения спорных вопросов по возврату потерь были созданы по районные комиссии, в которые вошли представители от земств и МТСГ. Граф Ежи Чапский и князь Иероним Друцкий-Любецкий (1861—1919) вошли от земства в по районную комиссию при штабе 10-й немецкой армии. Как член уездного земства Чапский активно участвовал в решении различных вопросов, начиная от стоимости лошадей, поставляемых для российской армии, заканчивая заботами в комиссии по сохранению производственных сил Минской губернии, ведь, несмотря на войну, продолжали действовать многие предприятия, в том числе созданные при МТСГ. Например, граф Ежи Чапский собственно сделал отчёт за срок с 1 сентября 1914 г. по 1 января 1916 г. о деятельности Койдановской образцовой кустарной ткацкой мастерской, что была создана при МТСГ и устав которой был утверждён в декабре 1914. В отчёте отметил, сколько было выткано полотна, полотенец для раненых и других изделий; что 10 девушек было обучено ткачеству; а остаток средств составило 724 рубля 17 копеек. В этом отчёте сельскохозяйственному обществу граф перечислил и женщин (в том числе свою дочь Лизу), которым просил, чтобы МТСГ от своего имени выразила благодарность. В ответ на отчёт тогдашний председатель МТСГ Эдвард Войнилович предложил выразить признательность графу Ежи Чапскому как опекуну Койдановской мастерской, но главным образом его дочерям, как неутомимым труженицам, так же как и другим женщинам.

## Избрание минским губернским маршалом (1918—1920)

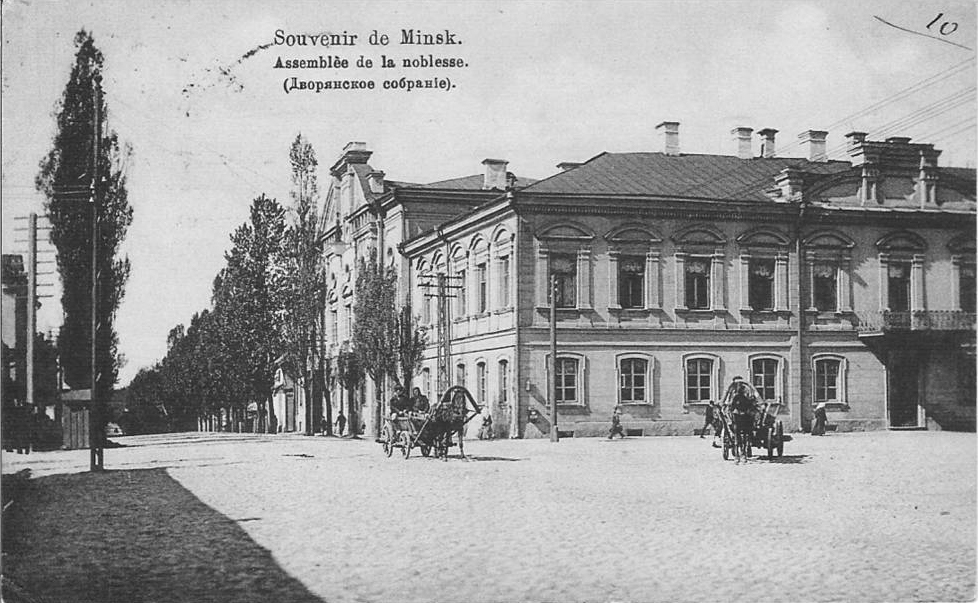
Здание Минского дворянского собрания, фото в начале 1917. (Здание не сохранилось)

Во времена правления Временного правительства России, в конце мая 1917 г. в Минске граф Ежи Чапский участвовал на собрании уездных маршалов и депутатов дворянства Минской губернии, который создал организацию «Предводители дворянства Минской губернии», руководителем которой был выбран граф Ежи Чапский. Целью союза была защита интересов средних и крупных собственников при проведении аграрных реформ в России.
5 сентября 1917 г. Министерство внутренних дел Временного Правительства Российской демократической республики издало циркуляр, в котором сообщала о быстром расторжении дворянского сословия и устранение дворянских учреждений, однако Временное Правительство не успело это сделать. В октябре 1917 г. в Минской губернии во главе с графом Ежи Чапским был создан «Союз лиц, записанных в родословные книги Минской губернии», который был преемником «Союза собственников Минской губернии».
После Октябрьского переворота и установления в Петрограде власти большевиков, декретом от 11 (24) ноября 1917 г. упразднялась дворянское сословие и дворянские корпоративные организации (дворянские сообщества). В период пребывания в Минской губернии войск Германской империи (февраль — декабрь 1918) и польских войск армии Юзефа Пилсудского (июнь 1919 — июнь 1920) предводители дворянства Минской губернии снова возобновили свою деятельность.
29 сентября 1918 года в Минске в здании Минского дворянского собрания произошли чрезвычайные выборы в Минской губернии, в которых граф Ежи Эмерыкович Чапский получил 86 положительных и 22 не положительных голоса и был выбран минским губернским маршалом (1918—1920).
В 1918 г., во время немецкой оккупации Минской губернии в ходе войны, был уполномоченным Главного управления Красного креста. В то время проживал в Минске на улице Захарьевской (дом 58).

## Попытка создания Великого Княжества Литовско-Белорусского (1918)

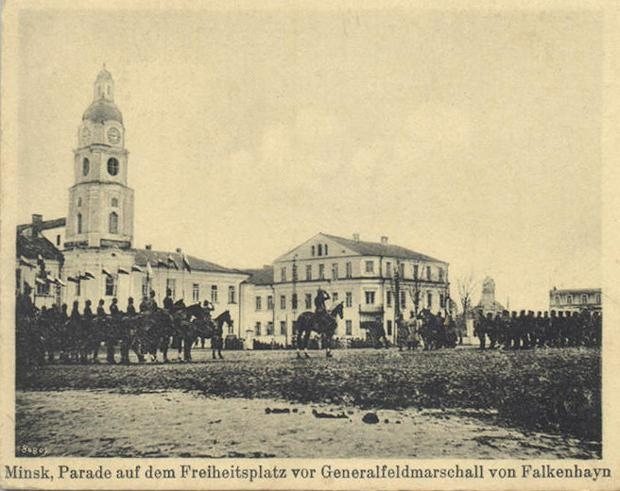
Парад немецких войск в Минске на площади Свободы — принимает генерал-фельдмаршал Эрих фон Фалькенхайн. Фото 1918 года

После того, как в конце октября — начале ноября 1918 г. немецкие войска покидали территорию Могилёвской губернии по решениям Брестского мира с большевиками от 3 марта 1918 г., лидеры коренного дворянства Минской губернии (главным образом, члены Минского общества сельского хозяйства) высказались против раздела Беларуси на части, выступили с инициативой создания под немецким кураторством Великого Княжества Литовско-Белорусского (с северо-западных губерний). Ими также планировалось, что новое государство со столицей в Вильнюсе будет иметь конституционно-монархический образ.
Вместо Эдварда Войниловича граф Ежи Чапский, новоизбранный минский губернский предводитель, в Минске возглавил делегацию из 30 дворян Минской губернии с официальным обращением к немецкому императору Вильгельму II о своём стремлении создать Великое Княжество Литовско-Белорусское под немецкой опекой.
В Берлин с миссией от минских краевцев-консерваторов (насчёт поддержки создания под немецкой опекой Великого Княжества Литовско-Белорусского) во главе делегации местных дворян поехал Роман Скирмунт, но получить аудиенцию с германским императором Вильгельмом II не смог. В Минск приходили войска большевиков — Красная армия.

## В Польско-белорусском обществе по политическому и культурному сотрудничеству на Белоруссии (1919—1920)
С июля 1919 г. по апрель 1920 г. участвовал в работе Минского отдела «Польско-белорусского общества по политическому и культурному сотрудничества в Белоруссии».
Вошёл в состав делегации представителей Минского общества сельского хозяйства, которая в ходе польско-советской войны 19 сентября 1919 года встречала в Минске польские войска и Юзефа Пилсудского, который выступил перед представительством минчан с речью по-белорусски, недвусмысленно декларируя необходимость государственности для белорусов.

## Во времена управления Гражданской управой восточных земель (1919—1920)
Но после занятия в августе 1919 г. большей части территории Минской губернии польскими войсками в ходе польско-советской войны (1919—1920) и установления власти Гражданской управы восточных земель, дворянские учреждения Минской губернии во главе с графом Ежи Чапским снова начали действовать.
Однако осенью 1920 года в Польшу переехала часть управленческих членов бывшей Минской дворянской общины из-за невозможности и нецелесообразности дальнейшей деятельности дворянских учреждений на территории бывшей Минской губернии, разделенной в ходе Рижского договора между Польшей и большевистской Россией. Ежи Чапский летом 1920 года, перед наступлением Красной армии и окончательным установлением советской власти в Минске, навсегда покинул свое имение Прилуки и переехал в Польшу.
16 ноября 1920 года граф Ежи Чапский приехал в Слуцк, где 14-15 ноября 1920 прошёл Первый белорусский съезд Случчины, который принял решение поднять Слуцкое восстание. Чапский встретился с Павлом Жавридом в помещении Слуцкой рады (слуцком доме Эдварда Войниловича) и спросил его, что думает совет относительно судьбы Слуцкого уезда. Жаврид ему ответил, что Слуцкий уезд является территорией БНР, а Чапский взглянул на штемпель печати Слуцкой рады и на том закончил разговор. Чапский интересовался, планирует ли Слуцкая рада поддержать вступление Слуцкого уезда в состав Польши, так как в состав совета входило много «балаховцев», которые были сторонниками присоединения Слуцкого уезда, где были имения Эдварда Войниловича, к Польше.
Окончательно должности предводителей дворянства (губернии и уезда) были упразднены в июле 1920 года, а Минское губернское дворянское собрание было формально самораспущено после подписания Рижского договора в марте 1921 г. между Польшей и большевистской Россией. Согласно договору имения в Прилуки оставались на советской стороне границы.

## Закрытие Минского общества сельского хозяйства (1921)
29 апреля 1921 г. в Варшаве состоялось заседание Совета Минского общества сельского хозяйства, где присутствовал и член Совета граф Ежи Чапский. Был написан проект протокола, который декларировал волеизъявление общества и по содержанию был своеобразным «завещание»: сокращено рассказывал про историю создания и деятельность общества, его роль в общественной жизни края, подводил итоги работы и указывал причины закрытия организации. По сути это был обвинительный акт против подписантов Рижского договора, где не было ни одного представителя от жителей Белоруссии, и польского сейма, который ратифицировал позорный договор. Окончательный проект протокола собственно редактировал Эдвард Войнилович. Советом было решено представить 1 мая 1921 года протокол о волеизъявлении Минского общества сельского хозяйства на рассмотрение всех членов общества и предложить создать подобное же общество сельского хозяйства с усадьбой в Барановичах или Новогрудке, куда планировалось передать уцелевшие денежные фонды Минского общества сельского хозяйства.
1 мая 1921 года на общем собрании членов МТСГ в Варшаве в зале Центрального общества сельского хозяйства (в доме № 30 на улице Коперника) Эдвард Войнилович зачитал протокол, который был одобрен под аплодисменты присутствующими. Политическая часть протокола была опубликована в газетах.

## Жизнь в меж военной Польше

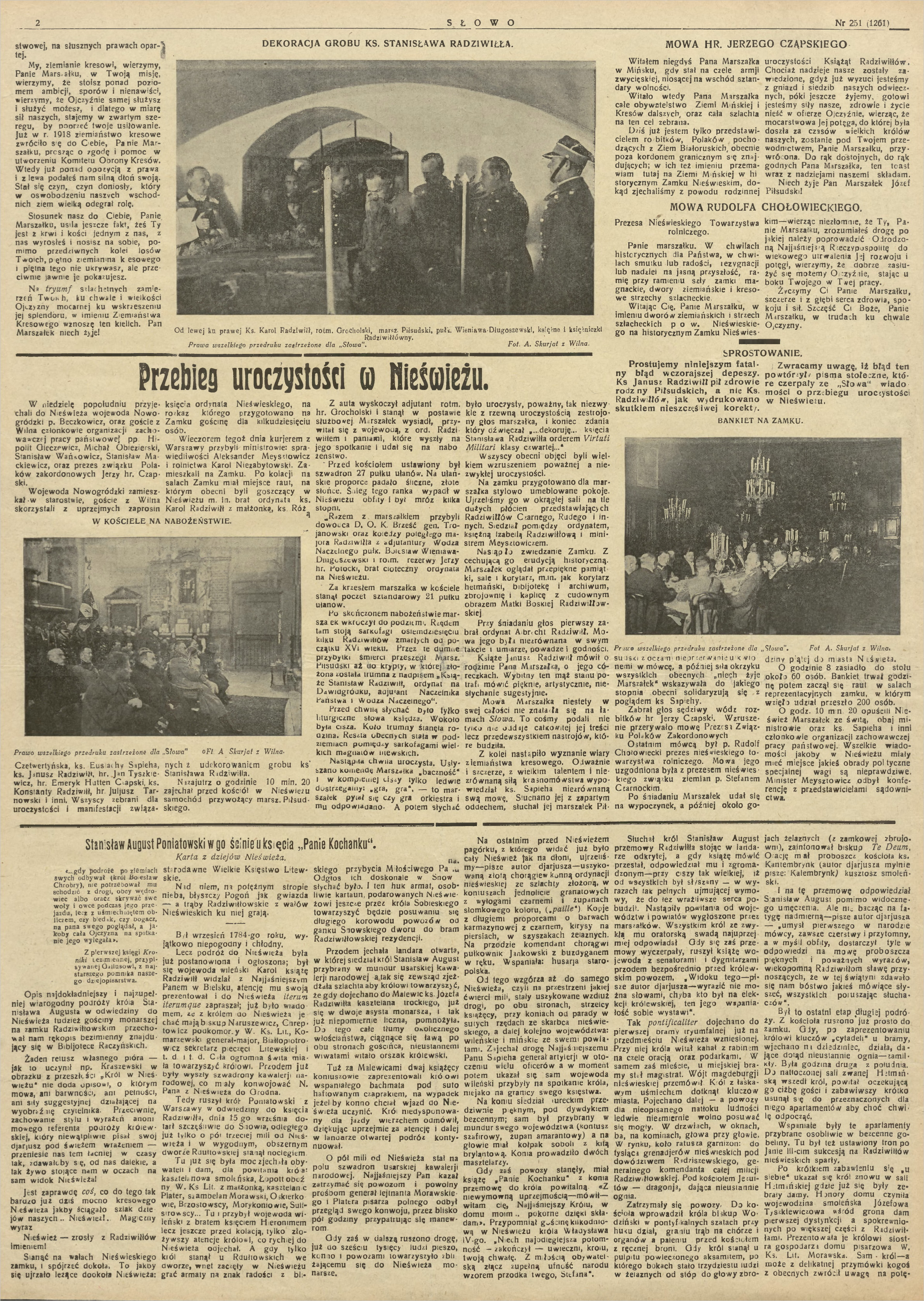
Речь графа Ежи Чапского на банкете в честь Юзефа Пилсудского во время съезда виленских консерваторов в Несвиже 25 октября 1926 г., напечатана в газете «Słowo» (№ 251, 1926 г.)

После Рижского мирного договора (1921) имения Ежи Чапского оказались на советской территории и граф перестал быть их собственником. Образцовое и прибыльное когда-то имение Станьково было передано на баланс армейских отрядов питания. Непосредственно в поместье был направлен отряд конных красноармейцев, которые совершенно не понимали в земледелии. По итогам работы 34 красноармейцев оказалось, что из 300 десятин они при 33 лошадях вспахали только 30 десятин. Передача станьковского поместья красноармейцам вызвало недовольство бывших работников и арендаторов земли бывшего графского имения, которые жаловались в своём письме к советским властям, что ранее при графе Чапском и при совхозе они могли себя прокормить, а при переходе совхоза Станьково в распоряжение Харчбелу лишились своих наделов и им грозит смерть от голода. Экономические преобразования и организационные переподчинения при советской власти привели к разрушению процветающих и высококультурных хозяйственных имений графа Чапского. В те первые годы советской власти граф Ежи Чапский находился неподалёку от Прылук и Станьково, но за советской границей в Польше, и объявил себя комендантом Столбцов, к которому стекались люди, главным образом дезертиры, все кто не принял советскую власть.
В 1922 г. в Вильнюсе, которая вошла в состав меж военной Польши, граф Чапский стал соучредителем Виленского общества благотворительности (Wileńskie Koło Filistrów). Возглавил Союз закордонных поляков, который объединял дворян-католиков Белоруссии, чьи имения после Рижского мирного договора оказались на советской территории.
Вошёл в состав политической группировки «виленских консерваторов». Был приглашен князьями Радзивиллами в Несвиж на съезд виленских консерваторов 25 октября 1926 года для встречи с маршалом Юзефом Пилсудским и поддержания плана «санации».
Умер 25 июля 1930 года в имении Морды (Люблинское воеводство, Польша), которое принадлежало семье его дочери — Каролине (1891—1967), которая была женой Генрика Пшавлоцкого (1884—1981).

## Имения
Перед своей смертью граф Эмерик Чапский (1828—1896) своего младшего сына Ежи Чапского поставил в завещании главным наследником имений, ведь старший сын Кароль Чапский — собственник имения Станьково — имел слабое здоровье. Именно Ежи Чапский подписал официальный акт передачи известных коллекций своего отца Эмерика Чапского городу Кракову. А приведением в порядок этих сборов перед передачей (после смерти Эмерика Чапского) занялась мать — графиня Эльжбета Чапская (1833—1916).

Владел наследственными имениями в Минском, Станьково, Прилуки и др.. — общей численностью 7938 десятин.

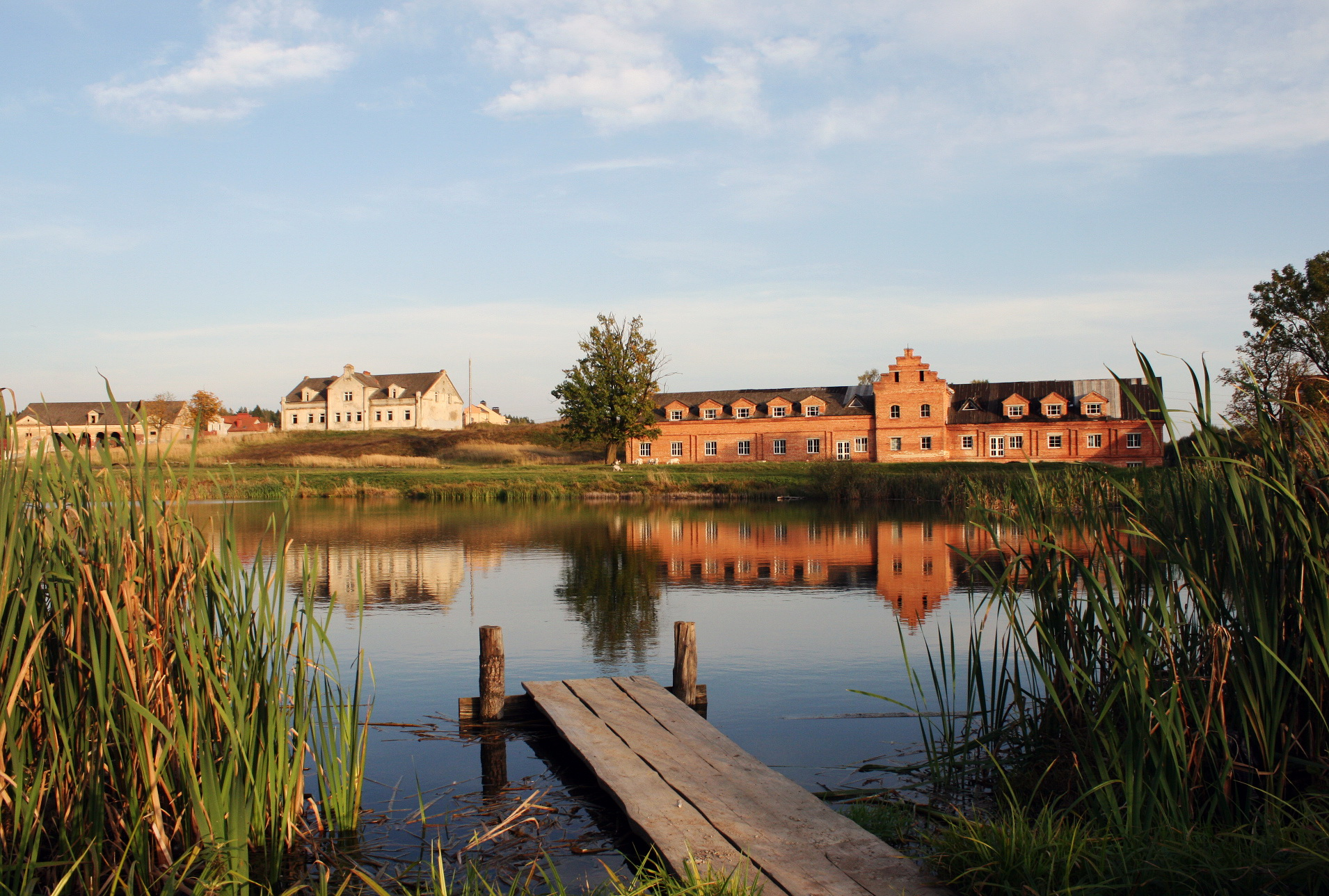
Хозяйственные постройки в Прилуках: пивоварня (справа), дом для работников (в центре) и амбар (слева), фото 2012 года.
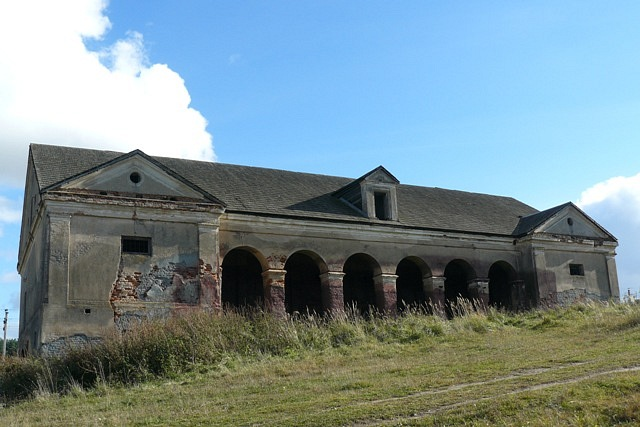
Холодильник в Прилуках, фото, 2012.
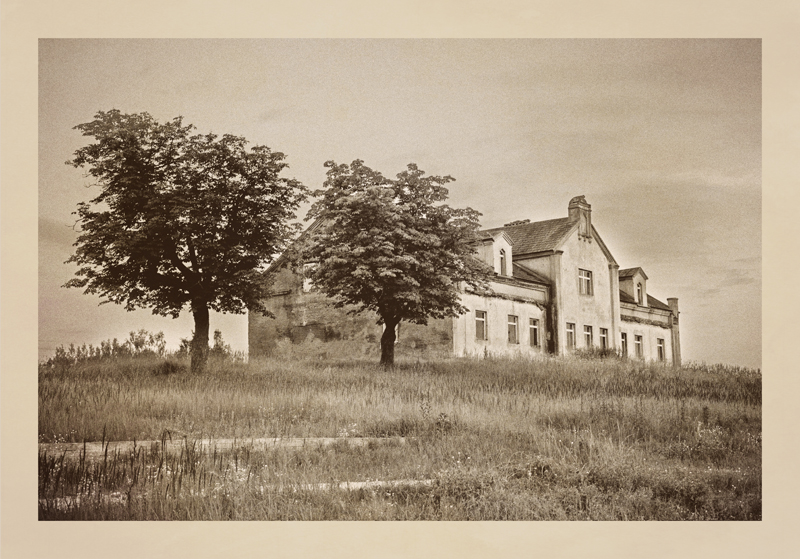
Дом для работников в Прилуках, фото, 2012.
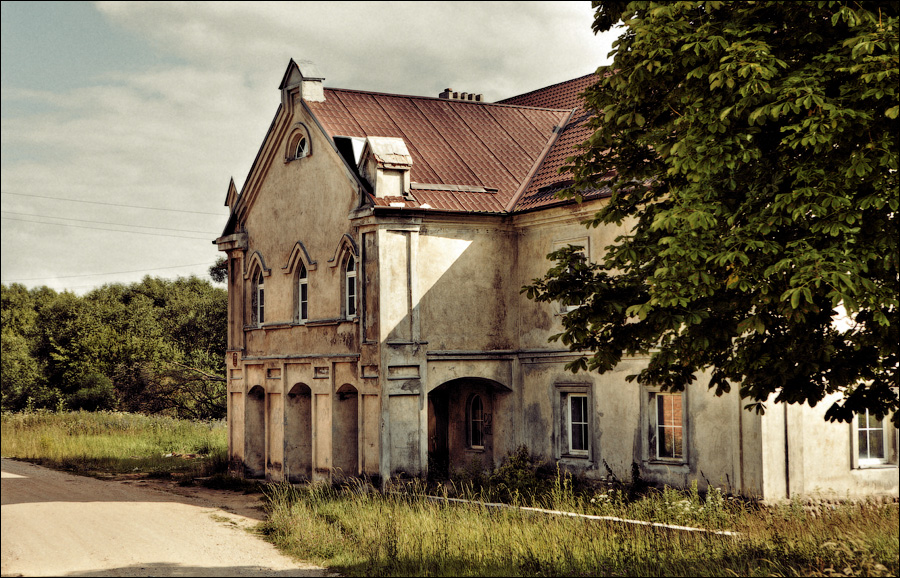
Винодельня в Прилуках, фото, 2012.